# Астрономія в Румунії
Астрономія в Румунії включає наукові дослідження, що проводяться в Інституті астрономії Румунської академії й кількох менших обсерваторіях, а також астрономічну освіту й популяризацію астрономії.

## Історія
Бухарестська астрономічна обсерваторія була заснована 1 квітня 1908 року, а її першим директором став Ніколае Кокулеску[ro]. У 1945 році астрономічна обсерваторія перейшла під управління Бухарестського університету, у 1951 році вона перейшла - під контроль Румунської академії, а з 1975 по 1990 рік знову була самостійною науковою установою.
1 квітня 1990 року три румунські астрономічні обсерваторії (Бухарестська, Клузька та Тімішоарська) були об’єднані під керівництвом однієї організації - Інституту астрономії Румунської академії.

## Наукові дослідження
Головною астрономічною дослідницькою організацією в країні є Інститут астрономії Румунської академії, утворений об'єднанням трьох обсерваторій - Бухарестської, Клузької та Тімішоарської.

## Освіта
Астрономія входила в шкільну програму старших класів у Румунії з 1920-х років до 2000 року. Потім вона залишилась лише в програмах спеціалізованих наукових класів і педагогічних шкіл, а з часом була повністю усунута зі шкільних програм як окремий обов'язковий предмет. Зараз астрономічні теми входять в шкільну програму з географії в середній і старшій школі. Деякі школи вводять астрономію як предмет за вибором.

## Популяризація астрономії
В Бухаресті працює Астрономічна обсерваторія «Амірал Василе Урсеану» — громадська обсерваторія, яка проводить для відвідувачів астрономічні спостереження неба. У країні працюють кілька планетаріїв, зокрема:
- Планетарій Бая-Маре[ro]
- Планетарій Сучави[ro]
- Планетарій Західного університету Тімішоари[ro]